# Jackson Mendy
Jackson Mendy (Mont-Saint-Aignan, Francia, 25 de mayo de 1987) es un futbolista francés aunque nacionalizado senegalés, se desempeña como lateral izquierdo y juega en el Levadiakos FC de la Superliga de Grecia.

## Selección nacional
Ha sido internacional con la Selección de fútbol de Senegal, ha jugado 2 partidos internacionales.

## Clubes
| Club             | País     | Año           |
| ---------------- | -------- | ------------- |
| AJ Auxerre       | Francia  | 2004          |
| US Quevilly      | Francia  | 2005-2006     |
| Stade Rennes     | Francia  | 2006-2007     |
| Paris FC         | Francia  | 2007          |
| Hansa Rostock    | Alemania | 2008-2009     |
| SC Freiburg      | Alemania | 2009-2010     |
| Grenoble Foot 38 | Francia  | 2010-2011     |
| AC Ajaccio       | Francia  | 2011          |
| Levadiakos       | Grecia   | 2012-2013     |
| CSKA Sofia       | Bulgaria | 2013-2014     |
| Litex Lovech     | Bulgaria | 2014-2015     |
| AC Omonia        | Chipre   | 2015-2016     |
| Levadiakos FC    | Grecia   | 2016-presente |